# История геоботаники
Историю геоботанической науки можно условно разделить на три периода: допарадигмальный период, период парадигмы дискретности растительности и современный период.

## Допарадигмальный период
Как и любая наука, геоботаника в допарадигмальный период представляла собой эклектичное соединение различных альтернативных гипотез и конкурирующих научных сообществ, каждое из которых, отталкиваясь от определенных фактов, создает свои модели без особой апелляции к каким-либо внешним авторитетам.
Первые, фрагментарные исследования растительности относятся к XVI—XVII векам. Исследования растительного покрова до начала XX века проводились в рамках ботанической географии, геоботаника в самостоятельную науку не выделялась, своего понятийного и терминологического аппарата не имела. В то же время значительный импульс для системных исследований растительности дали исследования русского учёного В. В.  Докучаева (1846—1903).
В начале XX века исследования растительный сообществ приобрели значительный масштаб, так что возникла необходимость координации исследований и утверждения единой терминологии новой науки.

## Период парадигмы дискретности растительного покрова
Рождением геоботаники как науки, считается 1910 год, когда на III Международном ботаническом конгрессе в г. Брюсселе впервые было предложено наименование основного синтаксона (единицы классификации) растительности — ассоциации. Фитоценозы в этот период рассматривались как исторически сложившиеся реально существующие образования с детерминированной структурой более или менее отграниченных друг от друга. Такой подход был основан на аналогии растительного сообщества и организма, поэтому эта парадигма также получила название организмизм. Исследователи находились под влиянием «запечатления» (Мейен, 1977) закономерностей, выявленных при изучении организмов, и подсознательно стремились увидеть на фитоценотическом уровне организации растительности индивидуумы, подобные растениям и типологические единицы, подобные видам растений.
Именно такой подход применяли крупнейшие и авторитетнейшие геоботаники того времени — Ф.  Клементс и В. Н.  Сукачёв.

## Современный период (период парадигмы континуальности растительного покрова)
Началом современного периода в истории геоботаники считается середина XX века, когда на смену понимания растительного покрова как совокупности дискретных фитоценозов пришла концепция растительного покрова, как континуума. рассматривает фитоценозы как условности, искусственно выделенные из растительного континуума. Она начала вытеснять концепцию дискретности с 1950-х годов. Это концепция основывается на индивидуалистической гипотезе, впервые сформулированной русским ученым Л. Г. Раменским в 1910 году. Суть этой гипотезы в тем, что каждый вид специфичен по своим отношениям к внешней среде и имеет экологическую амплитуду, не совпадающей полностью с амплитудами других видов (то есть каждый вид распределённый «индивидуалистически»). Каждое сообщество образовывают виды, экологические амплитуды которых перекрываются в данных условиях среды. При смене которого-нибудь фактора или группы факторов постепенно уменьшают богатство и исчезают одни виды, появляются и увеличивают богатство другие виды, и таким путям свершается переход от одного типа растительных сообществ к другому. Ввиду специфичности (индивидуальности) экологических амплитуд видов эти смены происходят не синхронно, и при постепенной смене среды растительность изменяется также постепенно. Потому объективно существующих сообществ с детерминированной структурой и динамикой выделить невозможно.
Воззрения Раменского и ряда зарубежных учёных, выдвигавших аналогичные идеи не были поняты и приняты в геоботаническом сообществе до 1950-х годов. Это связано, как с неподготовленностью научного сообщества к принятию новаторских идей континуалистов, так и с колоссальным авторитетом исследователей, стоящих на организмистских позициях.
«Реанимация» идей первых континуалистов произошла в 1950-1960-х годах. В СССР системные исследования, основанные на континуалистской парадигме начались в начале 1970-х годов усилиями в первую очередь В. И.  Василевича, В. Д.  Александровой и Б. М.  Миркина.
В настоящее время практически повсеместно преобладает взгляд на растительный покров, как на континуум, однако считается, что в различных экологических условиях степень континуальности может быть различна: она повышается в степях, в условиях лугов, рудеральных сообществ, тундры и т. п. и понижается в бореальных, суббореальных и субтропических лесах.